# ラングリッサー リインカーネーション -転生-
『ラングリッサー リインカーネイション -転生-』（ラングリッサー リインカーネーション てんせい）は、株式会社エクストリームのメサイヤブランドより2015年7月23日に発売されたニンテンドー3DS用ゲームソフト。海外では2016年4月19日発売。
メサイヤのシミュレーションRPG『ラングリッサーシリーズ』の7作目である。

## 概要
過去作のシナリオテイストを踏襲した、15年ぶりの完全新作。“プルガトリウム”という地を舞台にしている。『デアラングリッサー』『ラングリッサーIV』と同じくマルチエンディングを採用。キャラクターデザインはカイエダヒロシが担当。

## システム
基本的な戦闘システムは過去作と同じ。ここでは新たに追加されたシステムを列挙する。
難易度設定
ゲーム開始画面にて設定可能。PS版の『ラングリッサーV』にて既に実装されているが、本作では「EXTREME」が追加されて3段階になっている。
会話システム
ストーリー上の選択肢で「友好度」を上げるのではなく、「出撃準備」画面にて任意のキャラクター（指揮官）と会話をすることで「親密度」を上げるシステム。1ステージごとの会話可能回数には制限があるため、「親密度」を上げるキャラクターは予め絞る必要がある。

## 登場人物
身長、体重、スリーサイズは『ラングリッサー モバイル』より。また、『モバイル』ではデザインや設定が大幅に変更されている人物が多い。

### 自警団
アレスとその近しい者たち。プレイヤーの選択次第で、最終的な所属が決まる。ただ、当初は帝国の強圧的なやり方に対する反感から、光輝寄りのスタンスを取っている。
アレス・ロヴィナー
声 - 森嶋秀太 / 年齢 - 19歳 / 身長 - 175cm / 体重 - 61kg / 職業 - 地方領主見習い、自警団員 / クラス - 任意
本作の主人公。両親は既に亡く、マイヤの尽力により地方領主から臨海都市ボルスレーヌの領主を代行、領主の屋敷を借り受け、見習い領主としてまたボルスレーヌの自警団団員として精進の日々を送っている。
マイヤ・クラフツォフ
声 - 内山夕実 / 年齢 - 24歳 / 身長 - 175cm / 体重 - 55kg / スリーサイズ - 91/53/86 / 職業 - ロヴィナー家のメイド / クラス - 魔術師
ロヴィナー家の女中頭。世界情勢、魔術、軍事など多くの方面において優れた知識を有しており、アレスの学問の師も兼ねている才女。酒に弱い。
エルマ・ミンスター
声 - 上坂すみれ / 年齢 - 18歳 / 身長 - 151cm / 体重 - 43kg / スリーサイズ - 79/53/80 / 職業 - ルシリス教教会神官補佐 / クラス - 神官
アレスの幼馴染である小柄な少女。尊敬する父親にあやかって神官になったという。
『リインカーネーション』では淡い茶色と紫を基調とした配色でズボンを履いていたが、『モバイル』ではデザインが一新されて生足になり、配色も白と青を基調としたものに変わっている。
アンセル・バラデュール
声 - 間島淳司 / 年齢 - 20歳 / 職業 - 自警団長 / クラス - 騎士
臨海都市ボルスレーヌの警護に当たる自衛組織の団長を務める青年。アレスの上官兼相棒。元光輝の軍勢領の大工の息子だが、帝国軍とも交流があるらしい。
トワ
声 - 沢城みゆき / 年齢 - 不明 / 身長 - 168cm / 体重 - 55kg / スリーサイズ - 85/65/88 / 職業 - 放浪者、軍師 / クラス - 飛兵
浅黒い肌の女性。元々は流しの軍師だったが、ボルスレーヌを訪れたことがきっかけでアレスの軍学の師となった。
『モバイル』では口数が少なく、格言を言うことが多い。また、とある孤島で拾ったロボットのような姿をした小動物のシータを連れている。

### 光輝の軍勢
プルガトリウム西方・バルディス大陸を拠点とする、女神ルシリスを信奉する宗教勢力。賛同する諸王国や自由都市、有力貴族などから経済的・軍事的支援を受けている。帝国や闇の勢力とは敵対関係にある。現在は伝説の秘剣ラングリッサーの使い手の登場を切望している。
ジェシカ
声 - 悠木碧 / 年齢 - 不明 / 身長 - 138cm / 体重 - 34kg / スリーサイズ - 62/49/65 / 職業 - ルシリス教総司祭（光の巫女） / クラス - 魔術師
転生の秘法を繰り返し永き年月を生きてきた女魔導士。最後の転生から11年ほどしか経っていないため、過去作よりも幼い姿をしている。ことあるごとに金に関する話題を出すなど、精神年齢も年相応になっている。

マリエル・サルラス
声 - 山本彩乃 / 年齢 - 20歳 / 身長 - 175cm / 体重 - 52kg / スリーサイズ - 96/60/94 / 職業 - ルシリス教司祭、教会図書館司書 / クラス - 神官戦士
ジェシカの側近である眼鏡をかけた温厚な女性。貴族出身。重い本も運ぶ司書という職業柄か腕力が高く、棘付きメイスを得物としている。
リュグナー・マントゥール
声 - 望月英 / 年齢 - 32歳 / 職業 - ルシリス教主教 / クラス - 神官
容姿・手腕ともに優れるルシリス教の若き主教。聖職者に相応しい外見や立ち居振る舞いとは裏腹に、表裏のある利己的かつ偽善的な曲者で、ルシリス教自体も己が名声を得るための道具としか考えていない。その性格は幼少期の劣悪な家庭環境が関係しているらしい。
ロザリア・オルシーニ
声 - 井口裕香 / 年齢 - 20歳 / 身長 - 169cm / 体重 - 59kg / スリーサイズ - 88/62/91 / 職業 - オルシーニ家第14代当主、光輝の軍勢 教会軍・装甲騎兵師団長 / クラス - 騎兵
「国も家も女が守るもの」という家訓を持つオルシーニ家の現当主。凛々しい女騎士だが、恋愛小説が好きという意外な一面も。ヴェルナーとはライバルの関係。
シュゼット・ブレーズ
声 - 西田望見 / 年齢 - 22歳 / 身長 - 158cm / 体重 - 53kg / スリーサイズ - 85/55/89 / 職業 - 光輝の軍勢小隊長 / クラス - 弓兵
狩人に相応しい格好をしている男勝りな褐色の肌の女性。戦闘のスペシャリストとも言われる。幼少期、帝国軍の攻撃で家族を失い、修道院の庇護を受けていた過去を持つ。
『リインカーネーション』では中世的な容姿をしているが、『モバイル』では女性的なものに一新され、シャツがマントのように伸びている。
ノエミ・ヴェルレーヌ
声 - 村川梨衣 / 年齢 - 17歳 / 身長 - 158cm / 体重 - 51kg / スリーサイズ - 87/59/86 / 職業 - 義勇軍魔術部隊 / クラス - 魔術師
仕立屋の出身である女魔術師。家長である兄の立場を守るため、自ら義勇兵に志願した。行動力はあるが精神的に幼く、また場の空気を読めない面を持つ。
ミシェル・ギー
声 - 佐々木未来 / 年齢 - 18歳 / 身長 - 163cm / 体重 - 47kg / スリーサイズ - 93/61/90 / 職業 - 光輝軍聖堂奉仕団団長 / クラス - 槍兵
代々、異端審問などを行う教会内組織「聖堂奉仕団」団長の家の出である女性重騎士。過度に厳しい家の教育のせいで、極度に内向的な性格になってしまったという。
『モバイル』ではデザインが一新され、機械の腕が付いている。
ユリアン・カルザス
声 - 田村睦心 / 年齢 - 16歳 / 職業 - 光輝の軍勢の将軍、亡国カルザスの王子 / クラス - 歩兵
帝国に侵略されたカルザス王国の生き残り。その凄惨な体験から精神を病んでしまったらしい。
オディロン・フェデルタ
声 - 中田譲治 / 年齢 - 66歳 / 職業 - 光輝の軍勢の将軍、亡国カルザス王国軍将軍 / クラス - 槍兵
帝国に侵略されたカルザス王国の老将軍。王子ユリアンと共に落ち延びてきた。

### 帝国軍
正式名称はグレスデン帝国。プルガトリウム東方・ガルド大陸を中心に各地で侵略活動を行っている強大な軍事国家。軍事だけでなく機械文明にも優れる。そのため“機械帝国”の異名でも知られている。地上には鉄道が敷かれ、列車砲などの兵器が配備されているが、空中要塞「方舟」を始めとする空軍兵器も十全に配備している。また、異端のルシリス信仰「クロニク教」を国教としている。
オウトクラト4世
声 - 興津和幸 / 年齢 - 不明 / 身長 - 188cm / 体重 - 75kg / 職業 - 帝国皇帝 / クラス - 歩兵
常に仮面をつけた謎の男。伝説の魔剣アルハザードの遣い手として知られている。帝国の血筋ではないが、政変によって帝位に就いたという。帝国が“機械帝国”の異名で呼ばれるほど技術力を向上させたのも、彼が帝位に就いてからである。各地の侵略や亜人の虐殺など強圧的な支配を推し進めた張本人だが、それらの行為は彼が持つ魔剣がもたらした狂気によるものだという噂もある。
正体は元帝国情報部員のフェルディナントで、アレスの父親を殺害し、自ら皇帝の座を騙った。彼のみどのルートでも仲間に加わらず、戦いの末に死亡する。
『モバイル』では設定が大幅に変更されている。元々は気弱な青年だったが、ルクレチアの魔法でアレスの父親「オウトクラト4世」と瓜二つの姿に変わり、彼を殺害して成り代わった。
ルクレチア・オリフラム
声 - 福圓美里 / 年齢 - 14歳 / 身長 - 145cm / 体重 - ? / スリーサイズ - 68/50/70 / 職業 - 帝国国教会総主教代理 / クラス - 魔術師
帝国国教「クロニク教」教皇の孫娘。司祭としての英才教育を受けており、若年ながら病に倒れた祖父の代理を務めている。元々は就任直後から教会の組織改善に乗り出すほどの、善良かつ積極的な人物だったが、内部の守旧派に阻止されたことがきっかけで“帝国の魔女”と呼ばれる邪悪な性格に変貌したという。
『モバイル』では設定が大幅に変更され、教皇の娘「ルナタ」を元にして造られたクローンとなっている。
フロレンティア・ユースティーツ
声 - 本多真梨子 / 年齢 - 22歳 / 身長 - 172cm / 体重 - 52kg / スリーサイズ - 88/54/84 / 職業 - 帝国宰相 / クラス - 神官戦士
通称フローレ。帝国将軍ヒルダの実妹。姉とは対照的に出で立ちは知的で、文官の要職に在る。腹心の部下にツバメがおり、宰相にのし上がったのは彼女の活躍も関係しているらしい。 姉と同じく光輝軍への復讐のため宰相になったが、最近はその復讐心にも変化が訪れ、それがために姉との間に軋轢が生じ始めているとも言われている。
ツバメ・デウラ
声 - 田村奈央 / 年齢 - 16歳 / 身長 - 152cm / 体重 - 40kg / スリーサイズ - 79/51/77 / 職業 - フローレのお側仕え / クラス - 歩兵
帝国宰相フロレンティアの懐刀として諜報任務などを行うくノ一。東方の国出身、忍者を生業とする家の出。内戦の混乱に乗じて侵攻してきた帝国に処刑されかけたところをフロレンティアに救われた過去を持つ。
ヒルダ・ユースティーツ
声 - 荒浪和沙 / 年齢 - 23歳 / 身長 - 173cm / 体重 - 53kg / スリーサイズ - 92/63/88 / 職業 - 帝国軍将軍 / クラス - 騎兵
帝国軍将軍の一角を占める、サディスティックな出で立ちの女性。その外見に相応しく性格や戦い方も冷酷無比で、敵味方から恐れられている。光輝の軍勢の占領地で光輝軍の残党に両親を殺された過去を持ち、将軍になったのはその復讐のためだと言われている。
ヴェルナー・ダイム
声 - 石川界人 / 年齢 - 24歳 / 身長 - 188cm / 体重 - 75kg / 職業 - 帝国軍騎兵隊隊長 / クラス - 騎兵
帝国領の鉱山地帯の領主の息子である青年軍人。熱血漢で名高いが、文武両道で身分に拘らない柔軟な思想を持つ有能な士官としても知られている。ロザリアとはライバルの関係。
クリスティアーネ・フォン・プリンツ・フランダル・ポエティア
声 - 櫻井浩美 / 年齢 - 18歳 / 身長 - 169cm / 体重 - 50kg / スリーサイズ - 85/56/87 / 職業 - 帝国軍槍兵部隊中隊長 / クラス - 槍兵
通称クリス。帝国建国以前から存在する、由緒ある大貴族の出の娘。両親の反対を振り切って前線部隊の軍士官になった。幼少期から貴族としての英才教育を受けていたため、世間ずれした部分もあり「貴族の務め」に固執するきらいがあるが、貴族主義的ではなく、階級を問わず親しく接することが出来る器量を持った人物。
ヨア・ユテン
声 - 井口祐一 / 年齢 - 21歳 / 職業 - 帝国軍高位技術士官 / クラス - 銃兵
眼鏡をかけた知的な雰囲気の青年士官。平民出身。マスケット銃を得物とする。世界中を自由に行き来出来る飛行機械の研究開発を行っているが、本人は飛行機械に乗れないとの話もある。開発資金捻出のため、名家の娘クリスティアーネの家庭教師も行っている。
コンスタンツァ・イアハルト
声 - 徳井青空 / 年齢 - 19歳 / 職業 - 帝国軍技術士官実験部隊員 / クラス - 飛兵
通称コニー。ヨアの部下兼テストパイロットである小柄な女性。貴族出身。元々は家のため社交界での活躍を嘱望されていたが、容姿や性格上不向きで、一族では変わり者と言われる叔父の口添えをきっかけに、ヨアの部下になった過去を持つ。

### 闇の軍勢
「闇の皇子ボーゼル」を盟主とする第三の勢力。魔族や魔物だけでなく、亜人や少数民族など人間社会から疎外された者たちも属している。
リコリス・ロヴィナー
声 - 東山奈央 / 年齢 - 16歳 / 身長 - 149cm / 体重 - 42kg / スリーサイズ - 65/52/68 / 職業 - 不明 / クラス - 魔術師
幼い頃に失踪したアレスの実妹。今や唯一の家族である彼女の捜索が、アレスとその周囲の者たちの運命を大きく変えることになる。
パツィル
声 - たかはし智秋 / 年齢 - 不明 / 身長 - 166cm / 体重 - 56kg / スリーサイズ - 91/60/89 / 職業 - 魔族 / クラス - 歩兵
女魔族。快楽主義者で、我侭で甘ったるい口調で話す。自分を人間と対等に扱ってくれるある人物に強い興味を抱いているらしい。
グスタフ
声 - 浅沼晋太郎 / 年齢 - 不明 / 職業 - 不明 / クラス - 召喚術師
古き時代に闇の勢力に所属していたという、人工的に作られた古代文明の遺物。死体を操る力を持つ。かつて存在した「闇の皇子」復活の噂を耳にし、その実現のため再び闇の勢力に加担する。『V』に登場した死人使いグロブに酷似しているが、無感情で合理的あり、悪役タイプの彼とは似て非なる存在。
『モバイル』では女性型（声 - 小林ゆう / 身長 - 176cm / 体重 - 65kg / スリーサイズ - 87/53/90）として復活したという設定で登場。
レナータ・ミトラス・ドラゴニア
声 - 高橋未奈美 / 年齢 - 15歳 / 身長 - ? / 体重 - 46kg / スリーサイズ - 85/56/76 / 職業 - 竜使い族の生き残り / クラス - 飛兵
通称レナ。帝国に虐殺された竜使いの生き残りと言われている亜人の娘。魔族ではないが、帝国への憎悪からか闇の勢力に加担しているらしい。
『モバイル』では「大いなる蹄」に似ている「シカ族」に親近感を覚えている。また、二人称が「オマエ」から「あなた」に変更されている。
アンドレイ・ケルティス
声 - 柳田淳一 / 年齢 - 39歳 / 身長 - 180cm / 体重 - 64kg / 職業 - 元画家 / クラス - 槍兵
悪趣味で知られる帝国貴族がパトロンについていたという噂もある謎の男。理由や動機は不明だが、闇の勢力側に在る。薬品の扱いなどにも心得があるらしい。柔和な物腰とは裏腹に、刃物に異常に執心したり、笑みをたたえながら戦場で殺戮を愉しむ異常者で、敵味方の双方から恐れられているという。
『モバイル』では画家らしさをより強調したデザインに一新され、端整な顔立ちになっている。
ポリアル・イテリメ
声 - 久野美咲 / 年齢 - 16歳 / 職業 - 少数民族の巫女戦士 / クラス - 神官戦士
「大いなる蹄」と呼ばれる少数民族出身の少女。自分たちの文化を心から誇りに思っている。非常に勝気な気質から、自分は「立派な大人」と言い張るなど何かと背伸びをしたがる。
ロナ・イテリメ
声 - 茅野愛衣 / 年齢 - 14歳 / 職業 - 少数民族の戦士 / クラス - 騎兵
「大いなる蹄」の少女で、ポリアルの妹（三女）。何事にも真剣に取り組み、人懐っこく、どんな人間にもすぐに長所を見つけて仲良くなれる純真無垢な性格。帝国から逃れ瀕死状態にあったレナを助けたこともあり、実の姉のように慕っている。